# Jennifer Hartley
Jennifer Hartley, née le 4 février 1988 à Balzac, est une joueuse canadienne de ringuette évoluant au poste de centre. Elle joue actuellement pour le Wam! d'Edmonton dans la Ligue Nationale de Ringuette (LNR). Elle est membre de l'équipe nationale de ringuette du Canada.

## Carrière
Jennifer Hartley joue à la ringuette depuis l'âge de 4 ans.Elle joue au niveau cadette avec Edmonton Belle AA. Elle participe en 2004 aux Championnats  canadiens U-16 et aide l'équipe Alberta junior à remporte l'or
En 2007, à l'âge de 18 ans, Hartley participe aux Jeux du Canada à Whitehorse avec l'équipe de l'Alberta et elle se révèle comme la meilleure attaquante de son équipe
Au niveau élite, elle débute en 2007 avec le Wam! d'Edmonton. Elle aide son équipe à remporter 2 Championnats de la Ligue Nationale de Ringuette (saisons 2009-10 et 2010-11). Lors du match de finale du 2 avril 2011, elle marque 2 buts du WAM! d'Edmonton pour vaincre 4-2 les Turbos de Cambridge,
Lors des championnats mondiaux de 2007, elle est dans la réserve de l'équipe nationale du Canada mais aux championnats mondiaux 2010, elle est une membre régulière de la sélection nationale et s'illustre comme une des meilleures joueuses de la sélection canadienne.
Le 24 janvier 2009 à Québec, Hartley compétitionne au Red Bull Crashed Ice. Elle est l'une des rares femmes à participer à cette épreuve d'endurance en patinage extrême. Elle se classe deuxième de la compétition féminine derrière sa compatriote Kerri Anne Wallace.

## Statistiques

### En club
| Saison  | Équipe          | Ligue |    | Saison régulière | Saison régulière | Saison régulière | Saison régulière | Saison régulière |   | Séries éliminatoires | Séries éliminatoires | Séries éliminatoires | Séries éliminatoires | Séries éliminatoires |
| Saison  | Équipe          | Ligue | PJ | B                | A                | Pts              | Pun              | PJ               | B | A                    | Pts                  | Pun                  |                      |                      |
| 2007-08 | Wam! d'Edmonton | LNR   | 24 | 27               | 32               | 59               | 16               |                  |   |                      |                      |                      |                      |                      |
| 2008-09 | Wam! d'Edmonton | LNR   | 20 | 24               | 10               | 34               | 20               |                  |   |                      |                      |                      |                      |                      |
| 2009-10 | Wam! d'Edmonton | LNR   | 30 | 35               | 24               | 59               | 22               |                  |   |                      |                      |                      |                      |                      |
| 2010-11 | Wam! d'Edmonton | LNR   | 24 | 25               | 21               | 46               | 40               | 8                | 7 | 9                    | 16                   | 22                   |                      |                      |

### Au niveau international
| Année | Évènement                         |   | PJ | B | A  | Pts | +/- | Pun               |  | Résultat |
| 2010  | Championnat du monde de Ringuette | 5 | 6  | 7 | 13 | -   | 0   | Médaille d'argent |  |          |

## Palmarès
- Médaille d'or  aux Championnats canadiens de 2004
- Médaille d'argent  aux Jeux du Canada 2007
- 2 titres de championnats de LNR  (tous les 2 remportés avec le Wam! d'Edmonton).
- Médaille d'argent  au Red Bull Crashed Ice de 2009
- Médaille d'argent  aux Championnats mondiaux de 2010

## Honneurs individuels
- Élue recrue de la saison 2007-08 dans la Ligue Nationale de Ringuette[12]
- Élue sur l'équipe MVP et sur l'équipe d'étoiles All stars des Championnats mondiaux de 2010[13]
- Finaliste pour la joueuse MVP saison 2010-11 dans la LNR[14]
- Élue sur l'équipe d'étoiles du Championnat canadien 2011[15]

## Vie personnelle
Elle complète son génie civil et biomédicale à l'Université d'Alberta.